# Dreyer-Werft
Die Dreyer-Werft war eine Werft bei Hamburg, die 1840 von dem Schiffbauer Ernst Dreyer (1816–1899) auf der zum Königreich Hannover, ab 1866 zu Preußen gehörenden Elbinsel Neuhof am Reiherstieg gegründet wurde und die bis 1895 bestand. Von 1846 bis etwa 1875 unterhielt die Werft zudem einen zweiten Schiffbauplatz im dänischen, ab 1867 ebenfalls preußischen Altona. In dem gesamten Zeitraum wurden etwa 120 Schiffe gebaut.

## Geschichte
Ernst Dreyer übernahm 1840 den Werftplatz von Johann Beenk in Neuhof am Reiherstieg gegenüber von Wilhelmsburg und sechs Jahre später auch die Beenk-Werft in Altona. Um 1850 zählten die Schiffbaubetriebe von Dreyer, die ihre Schiffe vorwiegend nach Altona und Hamburg ablieferten, zu den leistungsfähigsten Werften in Hamburg. Zu den Auftraggebern gehörten die Reedereien von Woermann, Godeffroy, die Hapag, Wm. O’Swald, F. Laeisz, Aug. Bolten und Knöhr & Burchard. Dreyer baute auf seiner Neuhofer Werft bis 1871 rund 90 Holzschiffe, auf der Altonaer Werft mit rund zehn deutlich weniger. 1865 wurde die Altonaer Werft an die Firma J. P. Wichhorst & Co. verkauft. Ab 1875 übernahm sein Sohn Carl Christian Adalbert Dreyer die Werftleitung. Er erweiterte das Schiffbauprogramm um Eisenbau, so dass neben Schoner auch Schmacks und Motorbarkassen fertiggestellt wurden. Bis 1895 entstanden unter Carl Dreyer etwa weitere 20 Schiffe. Im November 1896 verstarb Carl Christian Adalbert Dreyer. Daraufhin wurde die Werft an Max Oertz und Hans Harder verkauft, die viele Mitarbeiter übernahmen. Ab 1902 wurde die Werft von Max Oertz als alleinigem Besitzer weitergeführt.

## Schiffe
Nach der Übernahme der beiden Werftgelände von Beenk konzentrierte Dreyer den Bau hölzerner Schiffe auf den Platz in Neuhof. Es entstanden überwiegend Schoner und Galeassen von 50 bis 100 Lasten, das entspricht etwa dem Ladungsgewicht von 100 bis 200 Tonnen. Ab 1850 wurden deutlich größere Schiffe gebaut, es entstanden Barken bis 200 Lasten und Vollschiffe bis 500 Registertonnen. Etwa ab 1860 baute man auf den Dreyer-Werften vorwiegend Barken und Dreimastschoner mit Vermessungen von 150 bis 600 Registertonnen. Der Bau hölzerner Schiffe ging Anfang 1880 stark zurück, der eiserne und bald darauf der stählerne Schiffbau setzten sich durch. Wie vielen anderen Schiffbauern gelang auch den Dreyers der Übergang vom Holz- auf den Eisenschiffbau nicht.

## Museales
Der Nachlass der Dreyer-Werft ist Hauptbestandteil der Schiffsbausammlung des Altonaer Museums. Insbesondere Pläne und Modelle aus dem Konstruktionsbüro des Schiffbauers geben einen Überblick über die Vielfalt bei der Realisierung von Schiffbauwünschen.